# لا سيبا
السَّيْبة أو (نقحرة: لا سيبا) (بالإسبانية: La Ceiba)‏ هي مدينة ساحلية تقع على الساحل الشمالي للهندوراس في أمريكا الوسطى. وهي تقع على على الحدود الجنوبية للبحر الكاريبي، وهي تُشكل جزء من جنوب خليج هندوراس. يُقدر عدد سكان المدينة 200,000 نسمة يعيشون في 170 منطقة سكنية.
تُعتبر السَّيْبة رابع أكبر مدينة في البلاد، وهي عاصمة مقاطعة أتلانتيدا. تأسست المدينة رسمياً في 23 أغسطس 1877. أعلنت المدينة رسمياً بأنها «عاصمة هندوراس الترفيهية»، كما تُعرف رسمياً بعاصمة «هندوراس للسياحة البيئية».

## التسمية
سُميت المدينة على اسم أشجار سيبة العملاقة التي نمت على الميناء القديم للمدينة. والتي سقطت أخيراً في البحر في أواخر 2007.

## المناخ
يظهر الجدول التالي التغييرات المناخية على مدار السنة للسَّيْبة:
| البيانات المناخية لـلا سيبا                                                                 | البيانات المناخية لـلا سيبا | البيانات المناخية لـلا سيبا | البيانات المناخية لـلا سيبا | البيانات المناخية لـلا سيبا | البيانات المناخية لـلا سيبا | البيانات المناخية لـلا سيبا | البيانات المناخية لـلا سيبا | البيانات المناخية لـلا سيبا | البيانات المناخية لـلا سيبا | البيانات المناخية لـلا سيبا | البيانات المناخية لـلا سيبا | البيانات المناخية لـلا سيبا | البيانات المناخية لـلا سيبا |
| الشهر                                                                                       | يناير                       | فبراير                      | مارس                        | أبريل                       | مايو                        | يونيو                       | يوليو                       | أغسطس                       | سبتمبر                      | أكتوبر                      | نوفمبر                      | ديسمبر                      | المعدل السنوي               |
| ------------------------------------------------------------------------------------------- | --------------------------- | --------------------------- | --------------------------- | --------------------------- | --------------------------- | --------------------------- | --------------------------- | --------------------------- | --------------------------- | --------------------------- | --------------------------- | --------------------------- | --------------------------- |
| الدرجة القصوى °م (°ف)                                                                       | 32.8 (91.0)                 | 34.8 (94.6)                 | 35.4 (95.7)                 | 36.0 (96.8)                 | 38.0 (100.4)                | 37.0 (98.6)                 | 35.7 (96.3)                 | 38.0 (100.4)                | 36.0 (96.8)                 | 34.6 (94.3)                 | 33.6 (92.5)                 | 34.0 (93.2)                 | 38.0 (100.4)                |
| متوسط درجة الحرارة الكبرى °م (°ف)                                                           | 27.0 (80.6)                 | 27.6 (81.7)                 | 29.0 (84.2)                 | 30.1 (86.2)                 | 31.3 (88.3)                 | 31.3 (88.3)                 | 30.8 (87.4)                 | 30.9 (87.6)                 | 30.6 (87.1)                 | 29.5 (85.1)                 | 28.2 (82.8)                 | 27.3 (81.1)                 | 29.5 (85.1)                 |
| المتوسط اليومي °م (°ف)                                                                      | 23.8 (74.8)                 | 24.0 (75.2)                 | 25.6 (78.1)                 | 26.8 (80.2)                 | 28.2 (82.8)                 | 28.0 (82.4)                 | 27.5 (81.5)                 | 27.6 (81.7)                 | 27.4 (81.3)                 | 26.2 (79.2)                 | 25.2 (77.4)                 | 24.3 (75.7)                 | 26.2 (79.2)                 |
| متوسط درجة الحرارة الصغرى °م (°ف)                                                           | 18.4 (65.1)                 | 18.4 (65.1)                 | 19.5 (67.1)                 | 20.7 (69.3)                 | 22.2 (72.0)                 | 22.6 (72.7)                 | 21.8 (71.2)                 | 21.8 (71.2)                 | 22.0 (71.6)                 | 21.2 (70.2)                 | 20.2 (68.4)                 | 19.1 (66.4)                 | 20.7 (69.3)                 |
| أدنى درجة حرارة °م (°ف)                                                                     | 13.2 (55.8)                 | 12.0 (53.6)                 | 11.5 (52.7)                 | 12.0 (53.6)                 | 14.2 (57.6)                 | 19.0 (66.2)                 | 17.5 (63.5)                 | 16.8 (62.2)                 | 18.9 (66.0)                 | 16.7 (62.1)                 | 12.1 (53.8)                 | 12.6 (54.7)                 | 11.5 (52.7)                 |
| معدل هطول الأمطار مم (إنش)                                                                  | 305.2 (12.02)               | 330.0 (12.99)               | 225.2 (8.87)                | 120.5 (4.74)                | 76.9 (3.03)                 | 154.6 (6.09)                | 174.9 (6.89)                | 197.3 (7.77)                | 203.3 (8.00)                | 423.8 (16.69)               | 539.6 (21.24)               | 478.9 (18.85)               | 3٬230٫2 (127.17)            |
| متوسط الأيام الممطرة (≥ 1.0 mm)                                                             | 11                          | 8                           | 6                           | 6                           | 4                           | 10                          | 11                          | 13                          | 12                          | 14                          | 13                          | 12                          | 118                         |
| متوسط الرطوبة النسبية (%)                                                                   | 81                          | 83                          | 82                          | 80                          | 79                          | 80                          | 80                          | 80                          | 78                          | 79                          | 84                          | 80                          | 82                          |
| ساعات سطوع الشمس الشهرية                                                                    | 170.5                       | 192.1                       | 217.0                       | 234.0                       | 213.9                       | 192.0                       | 201.5                       | 217.0                       | 174.0                       | 151.9                       | 144.0                       | 151.9                       | 2٬259٫8                     |
| ساعات سطوع الشمس اليومية                                                                    | 5.5                         | 6.8                         | 7.0                         | 7.8                         | 6.9                         | 6.4                         | 6.5                         | 7.0                         | 5.8                         | 4.9                         | 4.8                         | 4.9                         | 6.2                         |
| المصدر #1: الإدارة الوطنية للمحيطات والغلاف الجوي                                           |                             |                             |                             |                             |                             |                             |                             |                             |                             |                             |                             |                             |                             |
| المصدر #2: الأرصاد الجوية الألمانية (sun and humidity) Meteo Climat (record highs and lows) |                             |                             |                             |                             |                             |                             |                             |                             |                             |                             |                             |                             |                             |

## توأمة
للسَّيْبة اتفاقيات توأمة مع:
- سانتا آنا مونيسباليتي

## أعلام
- ليزا لوبيز
- غويلرمو أندرسون
- فرانسيسكو برتراند
- والتر وليامز
- ويلسون بلاسيوس